# Guislabert II de Barcelona
Guislabert II de Barcelona, també Gelabert o Udalard Gelabert († d. 1126), fou vescomte de Barcelona.
Era fill de Guisla de Lluçà i d'Udalard II de Barcelona a qui va succeir vers el 1077.
Fou cap del partit favorable a Ramon Berenguer II contra el seu germà Berenguer Ramon II. Assassinat el comte Ramon (1082), Arnau Mir de Santmartí, fill de Mir Geribert, va aixecar bandera de revolta als seus dominis i sembla que va tenir el suport de Guislabert II (1089). Vivia sota el comte Ramon Berenguer III (1097-1131) i la darrera data on consta viu és el 1126.
El va succeir el seu fill Reverter I que estava absent lluitant al front del soldats cristians del soldà morabit del Marroc contra els muladís.